# Opius propodealis
Opius propodealis är en stekelart som beskrevs av Fischer 1958. Opius propodealis ingår i släktet Opius och familjen bracksteklar. Inga underarter finns listade i Catalogue of Life.